# Den Den
Den Den ou Den-Den (arabe : الدندان) est une ville de la banlieue ouest de Tunis rattachée au gouvernorat de la Manouba.
Rattachée à la délégation de La Manouba, elle constitue une municipalité comptant 26 763 habitants en 2014 qui comprend la ville elle-même et la ville de Ksar Saïd.
Son nom proviendrait du saint patron de la ville, Sidi Ahmed Den Den, qui est honoré par une procession annuelle dans la ville.
Ancien bourg agricole dominant une plaine fertile comprise dans la ceinture maraîchère de Tunis, Den Den a peu à peu été intégrée dans l'espace urbain de l'agglomération tunisoise. La ville a abrité des palais beylicaux qui servaient de résidence d'hiver pour la dynastie des Husseinites. Le plus somptueux, le palais Zarrouk — du nom du ministre Mohamed Larbi Zarrouk — est encore utilisé pour des manifestations culturelles ou musicales nombreuses pendant le festival de Den Den organisé au mois de juillet. Un village artisanal y a également été construit par l'Office national de l'artisanat tunisien pour mettre en valeur le patrimoine artisanal national en rassemblant des artisans aux métiers divers.
Pendant la guerre d'Algérie, le Front de libération nationale algérien y gère une prison où il détient ses opposants ou les militants récalcitrants. Le cinéaste René Vautier y passe plusieurs mois.
L'hippodrome de Ksar Saïd, le plus important de Tunisie, est situé sur le territoire municipal. Den Den est par ailleurs le terminus de la ligne 4 du métro léger de Tunis.